# Tous les huit ans
Tous les huit ans (France) ou Springfield en cinq temps ! (Québec) (Springfield Up) est le 13e épisode de la saison 18 de la série télévisée d'animation Les Simpson.
IGN l'a classé parmi les 3 meilleurs épisodes de la saison 18.

## Synopsis
Le grand réalisateur Declan Desmond réalise un court-métrage à Springfield.
Il a filmé le chef Wiggum, Homer, le professeur Frink, la folle aux chats, Moe et Marge tous les 8 ans pour constater les évolutions dans leur vie.
Mais Homer se rend compte alors que sa vie ne change pas énormément à chaque tranche de huit années.

## Références culturelles

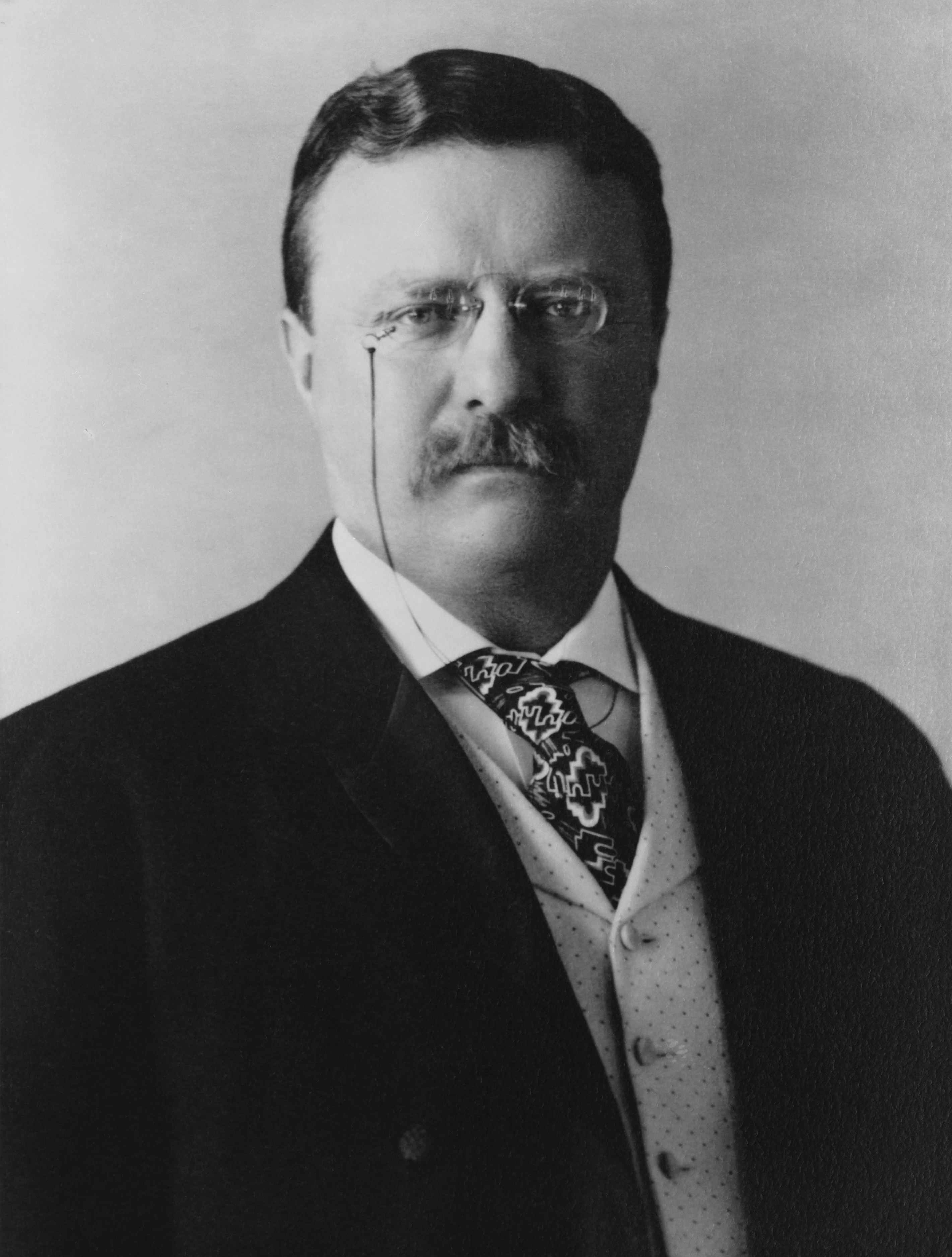
I am as fit as a bull moose ("Je vais aussi bien qu'un gros élan mâle") a déclaré Theodore Roosevelt en 1912, après une tentative d'assassinat et avant de fonder le Progressive Party. Et le Bull Moose est devenu le symbole du Progressive Party.